# Roksolania
Roksolania – inna nazwa Rusi Czerwonej.
Wzięły się od niej między innymi:
- Roxolanus - przydomek Stanisława Orzechowskiego oraz Jacka Szczurowskiego
- Roksolanki - tytuł zbioru pieśni Szymona Zimorowica
- Roksolania – poemat Sebastiana Fabiana Klonowica